# 344
344 (CCCXLIV) fue un año bisiesto comenzado en domingo del calendario juliano, en vigor en aquella fecha.
En el Imperio romano, el año fue nombrado como el del consulado de Leoncio y Bonoso, o menos comúnmente, como el 1097 Ab urbe condita, adquiriendo su denominación como 344 a principios de la Edad Media, al establecerse el anno Domini.

## Acontecimientos

### Asia
- El emperador Mu sucede al emperador Kang como un emperador de China.

### Imperio romano
- Batalla de Singara: el ejército romano de Constancio II es a duras penas derrotada por el ejército persa de Sapor II.
- El obispo Eustorgio lleva las reliquias de los Reyes Magos de Constantinopla a Milán, según una leyenda del siglo XII.
- En varias regiones adyacentes al mar Mediterráneo (como Rodas, Dyrrachium, Campania y Roma) se registran terremotos. En Roma las réplicas duraron tres días. (Véase Terremotos de la Antigüedad).[1]

### Arte y literatura
- La elaboración de un detalle de las Admoniciones de las Instructoras Imperiales a las Damas de la corte (atribuido a Gu Kaizhi y que pertenece al período de las Seis Dinastías) comienza (fecha aproximada) y se termina en 406. Actualmente se conserva en el Museo Británico (de Londres).

## Nacimientos
- Kumarajiva: estudioso y traductor de escrituras budistas al chino.